# Sabicea thyrsiflora
Sabicea thyrsiflora är en måreväxtart som beskrevs av Bengt Lennart Andersson. Sabicea thyrsiflora ingår i släktet Sabicea och familjen måreväxter.
Artens utbredningsområde är Ecuador. Inga underarter finns listade i Catalogue of Life.